# مار قیطانی
مار قیطانی (نام علمی: Platyceps rhodorachis) نام یک گونه از خانواده قمچه‌ماران است.

## پراکندگی
این گونه در الجزایر، لیبی، مصر، اسرائیل، اردن، سوریه، سودان؟، اریتره، اتیوپی، سومالی، چاد، عربستان سعودی، امارات متحده عربی، عمان، عراق، ایران، افغانستان، غرب پاکستان، یمن، جنوب ترکمنستان، جنوب ازبکستان، شمال غربی تاجیکستان، غرب قرقیزستان، جنوب قزاقستان یافت می‌شود.